# Wiktor z Agaunum
 Wiktor z Agaunum (ur. w III wieku, zm. ok. 287-303 w Agaunum) – rzymski żołnierz legendarnej Legii Tebańskiej, męczennik chrześcijański, święty Kościoła katolickiego.
Śmierć męczeńską przez ścięcie miał ponieść podczas decymacji Legionu w Agaunum (dzisiejsze Saint-Maurice d'Agaune na terytorium Szwajcarii) w czasach wspólnego panowania Dioklecjana i Maksymiana, którzy prześladowali chrześcijan. 
Razem z nim śmierć za wiarę w Jezusa Chrystusa ponieśli m.in.  Maurycy, Eksuperiusz, Kandyd, Innocenty i Witalis oraz inni żołnierze w liczbie okołu 6 tysięcy (6600).
Z Wiktorem z Agaunum identyfikowani są: Wiktor z Xanten oraz Wiktor z Solothurn.

Ponieważ wyraz Victor (z łac. 'zwycięzca') w ramach Legionu Tebańskiego jest używany przez kilku męczenników, przypuszczalnie  może obejmować różne wersje tego samego kultu w kontekście "zwycięzcy Chrystusa".
Wspomnienie liturgiczne św. Wiktora (jak i pozostałych męczenników z Agaunum) obchodzone jest 22 września.